# Stefan Piklikiewicz
Stefan Piklikiewicz (ur. 2 sierpnia 1902 w Warszawie, zm. po 20 lipca 1947) – rotmistrz Wojska Polskiego.

## Życiorys
Urodził się 2 sierpnia 1902 w Warszawie, w rodzinie Gustawa (zm. 1904). Do 1912 uczęszczał do szkoły powszechnej w Warszawie, a później przez trzy lata pozostawał na utrzymaniu ciotki. W 1915 rozpoczął pracę w firmie elektrotechnicznej, w charakterze praktykanta.
W 1918 jako ochotnik wstąpił do 5. szwadronu 7 pułku ułanów. Od września 1921 pełnił służbę jako podoficer w 4 pułku strzelców kaonnych w Płocku. Ukończył Szkołę Podchorążych dla Podoficerów w Bydgoszczy. 15 sierpnia 1930 prezydent RP Ignacy Mościcki mianował go podporucznikiem ze starszeństwem z 15 sierpnia 1930 i 25. lokatą w korpusie oficerów kawalerii, a minister spraw wojskowych wcielił do 6 pułku strzelców konnych w Żółkwi. 12 marca 1933 prezydent RP nadał mu stopień porucznika z dniem 1 stycznia 1933 i 34. lokatą w korpusie oficerów kawalerii. W lipcu 1935 został przeniesiony do 5 szwadronu pionierów w Krakowie, a później do 4 szwadronu pionierów we Lwowie. Od 1 lipca 1938 pełnił służbę w dywizjonie rozpoznawczym 10 Brygady Kawalerii w Rzeszowie na stanowisku adiutanta. Na tym samym stanowisku walczył w kampanii wrześniowej i pozostał na nim do 20 czerwca 1940 we Francji i ewakuacji do Wielkiej Brytanii. Od 1 lipca 1940 do 15 listopada 1943 pełnił służbę w 10 Oddziale Rozpoznawczym i 10 pułku dragonów na stanowisku dowódcy szwadronu i oficera technicznego. Awansował na rotmistrza ze starszeństwem z 1 stycznia 1943. Następnie pełnił służbę na stanowisku zastępcy dowódcy kompanii warsztatowej 3 Brygady Strzelców. 12 lipca 1944 został przeniesiony do 1 pułku artylerii przeciwpancernej na stanowisko oficera technicznego. Wziął udział w walkach pułku na terenie Francji, Belgii i Holandii. 2 stycznia 1945 został przeniesiony z frontu do Wielkiej Brytanii i przydzielony do Centrum Wyszkolenia Pancernego i Technicznego na stanowisko komendanta parku czołgowego i samochodowego, a później oficera ewidencyjnego. 13 lipca 1947 wrócił do kraju, został zarejestrowany w Rejonowej Komendzie Uzupełnień Cieszyn i zamieszkał w Bielsku.
Był żonaty z Marią Dobrzyńską.

## Ordery i odznaczenia
- Krzyż Walecznych dwukrotnie[15][16]
- Medal Wojska dwukrotnie[16]
- Medal Pamiątkowy za Wojnę 1918–1921[16]
- Medal Dziesięciolecia Odzyskanej Niepodległości[16]
- Srebrny Medal za Długoletnią Służbę[16]
- Brązowy Medal za Długoletnią Służbę[16]
- Gwiazda za Wojnę 1939–1945[16]
- Gwiazda Francji i Niemiec[16]
- Medal Obrony[16]
- Medal Wojny 1939–1945[16]